# Port Huron Flags (UHL)
Die Port Huron Flags waren eine US-amerikanische Eishockeymannschaft aus Port Huron, Michigan. Das Team spielte von 2005 bis 2007 in der United Hockey League.

## Geschichte
Die Mannschaft wurde 2005 als Franchise der United Hockey League gegründet. In Port Huron ersetzten sie die Lücke, die die im gleichen Jahr umgesiedelten Port Huron Border Cats in der Stadt hinterlassen hatten. Das Team selbst wurde nach einer gleichnamigen Mannschaft benannt, die von 1962 bis 1981 in der International Hockey League aktiv war. In ihrer Premieren-Spielzeit belegten die Flags den fünften und somit letzten Platz der Central Division. In der Saison 2006/07 verbesserten sie sich auf Rang vier ihrer Division, womit sie sich für die Playoffs um den Colonial Cup qualifizierten. In diesen unterlagen sie bereits in der ersten Runde den Muskegon Fury in der Best-of-Seven-Serie mit einem Sweep. 
Im Mai 2007 schlugen Verhandlungen der Teambesitzer über einen Verkauf fehl, woraufhin das Team am 18. Mai 2007 offiziell den Spielbetrieb einstellte. Ersetzt wurden sie durch die Port Huron Icehawks, die von 2007 bis 2010 an der mittlerweile in International Hockey League umbenannten Liga antraten.                          

## Saisonstatistik
Abkürzungen: GP = Spiele, W = Siege, L = Niederlagen, T = Unentschieden, OTL = Niederlagen nach Overtime SOL = Niederlagen nach Shootout, Pts = Punkte, GF = Erzielte Tore, GA = Gegentore, PIM = Strafminuten
| Saison  | GP | W  | L  | T | OTL | SOL | Pts | GF  | GA  | Platz       | Playoffs                       |
| 2005/06 | 76 | 23 | 47 | — | —   | 6   | 52  | 191 | 327 | 5., Central | nicht qualifiziert             |
| 2006/07 | 76 | 29 | 37 | — | —   | 10  | 68  | 205 | 257 | 4., Eastern | Niederlage in der ersten Runde |

## Team-Rekorde

### Karriererekorde
Spiele: 117  Shayne Tomlinson
Tore: 23  Brett Lutes
Assists: 51  Greg Bullock
Punkte: 69  Greg Bullock
Strafminuten: 271  Steve Dix

## Bekannte Spieler
- Brett Lutes
- T. J. Sakaluk